# Trischa Zorn
Trischa Zorn, född 1 juni 1964 i Orange, Kalifornien, är en amerikansk paralympisk simmare. Hon är blind från födseln. Zorn har tävlat i paralympisk simning (i funktionshinderkategorierna S12, SB12 och SM12 ). Hon är den mest framgångsrika idrottaren i Paralympiska spelens historia, efter att ha vunnit 55 medaljer (41 guld, 9 silver och 5 brons), och togs in i Paralympic Hall of Fame 2012. Hon svor den paralympiska eden för idrottare vid paralympiska sommarspelen 1996 i Atlanta.
Zorn tävlade i Paralympiska sommarspelen 1980, 1984, 1988, 1992, 1996, 2000 och 2004 och fick sammanlagt 55 medaljer (41 guld, 9 silver, 5 brons). I Paralympiska sommarspelen 1996 i Atlanta fick hon fler medaljer än någon annan idrottare: två guld, tre silver och tre brons. Hon hade också toppat det individuella medaljbordet vid Paralympiska sommarspelen 1992 i Barcelona, med tio guldmedaljer och två silver. Hon fick sju guldmedaljer under sitt första paralympiska spel 1980.
Efter Paralympiska sommarspelen 2004 i Aten hade hon vunnit 55 medaljer vid de paralympiska spelen, mer än någon annan idrottare, oavsett nationalitet. Av dem var 41 guldmedaljer, 9 var silver och 5 var brons. Efter Paralympiska sommarspelen 2000 i Sydney höll hon också åtta världsrekord i sin handikappskategori (50 m ryggsim, 100 m ryggsim, 200 m ryggsim, 200 m individuell medley, 400 m individuell medley, 200 m bröstsim och 4 × 50 m medley stafett).
Den 1 januari 2005 var Zorn en av åtta idrottare som hedrades under nyårsfirandet på Times Square i New York City. De andra sju var Ian Thorpe från Australien, Nadia Comăneci från Rumänien, George Weah från Liberia, Françoise Mbango Etone från Kamerun, Gao Min från Kina, Félix Sánchez från Dominikanska republiken och Bart Conner från USA. De åtta idrottarna var i centrum under festligheterna i den nedräkning som ledde fram till nyårsringningen. 2012 blev Zorn införd i International Paralympian Hall of Fame.